# Пеньковський Олег Володимирович
Олег Володимирович Пеньковський (рос. Оле́г Влади́мирович Пенько́вский; 23 квітня 1919, Владикавказ, Північна Осетія — 16 травня 1963) — працівник радянської розвідки, агент спецслужб Великої Британії і США. Почав співпрацювати із західними розвідками у квітні 1961 року, передав британській і американській розвідці понад 5 тисяч фотокопій секретних документів технічного і політичного характеру. Під час Карибської кризи повідомив американців про технічні характеристики радянських ракет на Кубі. Арештований у 1962 році, за рішенням суду позбавлений усіх нагород та звань і розстріляний.

## Біографія
Народився у м. Владикавказ, Північна Осетія, 23 квітня 1919 року. Росіянин. Батько Пеньковського загинув під час Громадянської війни, воював на боці білих. Цю сторінку біографії Пеньковський приховував усе своє життя. Після закінчення середньої школи вступив до Київського артилерійського училища, отримав звання лейтенанта у 1939 році.
Став членом ВКП(б), учасник вторгнення СРСР до Польщі та Фінляндії у 1939 році.
В роки Другої світової війни служив політруком, заступником командира полку зі стройової частини 323-го гвардійського винищувально-протитанкового артилерійського полку, командиром 51-го гвардійського винищувально-протитанкового артилерійського полку на 1-му Українському фронті, дослужився до звання підполковника.
Стрімке зростання кар'єри відбулося після одруження з дочкою генерала Дмитра Гапановича, у 1945 році вступив до Військової академії ім. Фрунзе. Навчання закінчив у 1948 році, у 1950 р. став полковником і вступив до Військово-дипломатичної академії, де вивчав англійську мову і навички розвідувальної діяльності.
Після закінчення академії почав працювати в ГРУ, у 1955 році його було призначено військовим аташе в Анкарі. У 1956 році Пеньковського відкликали з Туреччини і скерували на курси з ракетної зброї, після закінчення яких він продовжив працювати у ГРУ і одночасно у Державному комітеті з координації науково-дослідних робіт у СРСР, де він став заступником голови міжнародного відділу. Протягом певного часу намагався налагодити стосунки із західними розвідками, однак безуспішно. Лише у квітні 1961 року Пеньковському вдалося вийти на британського бізнесмена Гревілла Вінна, який співпрацював з британською розвідкою. Під час наступної поїздки радянської делегації до Великої Британії Пеньковський зустрівся з представниками ЦРУ і британської розвідки МІ-6.
Протягом наступних 14 місяців Пеньковський передавав у Москві представникам британської і американської розвідок інформацію про стан радянських ракетних військ, ядерне озброєння, стратегічні плани радянського керівництва, розташування штабів і особисті дані співробітників КДБ у радянських представництвах за кордоном. Пеньковський передав західній розвідці понад 5000 фотокопій секретних документів. Інформація, передана Пеньковським, відіграла важливу роль під час Карибської кризи, передані ним дані про розташування, кількість і технічні дані радянських ракет на Кубі дозволили американцям об'єктивно оцінити стан радянських систем озброєнь, їхні можливості і численні недоліки. Деякі автори досліджень, однак, дотримуються думки, що цю інформацію передали через Пеньковського на Захід свідомо.
У 1962 році в ГРУ через власних агентів з'явилася підозра, що секретна інформація потрапляє на Захід. Під час передачі касет фотоплівки дружині британського посла Пеньковський потрапив під розслідування контррозвідки. За Пеньковським особисто і в його квартирі встановили прослуховування, яке виявило факти шпигунської діяльності на користь Заходу. 20 жовтня 1962 року у квартирі Пеньковського провели обшук, виявили шпигунське обладнання, після чого його негайно заарештували. Під час розслідування Пеньковський повністю співпрацював із слідством, видав зв'язкового британської розвідки Гревілла Вінна, якого через кілька днів теж заарештували на виставці у Будапешті. За звинуваченнями у шпигунстві на відкритому та показовому процесі у Москві Гревілл Вінн отримав вісім років позбавлення волі, а Пеньковського засудили до смертної кари. Згідно з офіційними даними, Олега Пеньковського розстріляли 16 травня 1963 року у Москві.

## Оцінка діяльності
Серед дослідників не існує одностайності щодо оцінки діяльності Олега Пеньковського. Більшість західних дослідників схиляються думки, що Пеньковський був цінним агентом західних спецслужб, одним з найбільш результативних агентів за кількістю переданої ним секретної інформації, яка відіграла важливу роль у холодній війні, особливо під час Карибської кризи. Деякі інші дослідники стверджують, що Пеньковський можливо був подвійним агентом радянських спецслужб і свідомо передавав вигідну для СРСР інформацію на захід. Ця теорія підживлювалася підозрами про небажання Пеньковського залишитися за кордоном, коли він мав таку можливість. Також, навколо подальшої долі Пеньковського вирували різні теорії. Історик Віктор Суворов, зокрема, стверджував, що справа Пеньковського стала змовою керівництва збройних сил проти Хрущова. Деякі автори у своїх творах також зображують показову страту схожого на Пеньковського офіцера, під час котрої його спалили живцем. Подібні показові страти західних шпигунів в СРСР фігурують також у творах письменника Тома Кленсі.

## Згадки
У 2020-ому році світ побачила стрічка «Код: Залізна кора» режисера Домініка Кука за сценарієм Тома О'Конора, де головну роль зіграв популярний актор Бенедікт Кембербетч, а роль Пеньковського — Мераб Нінідзе. І хоча стрічка була представлена ще у січні 2020-ого року на кінофестивалі Санденс, та у країнах, які працювали над його створенням, був показаний більше, ніж через рік: у США це відбулося 19 березня, а у Великій Британії 17 травня. Український глядач зміг насолодитися стрічкою вже у квітні. Показ фільму на великому екрані був відкладений через пандемію та обмеження на відвідування кінотеатрів.